# اورگس
اورگس (انگلیسی: Overgas) شرکت توزیع گاز بلغارستانی است، که در سال ۱۹۹۱ تأسیس شد.